# جو سانتوس
جواليسون سانتوس أوليفيرا (بالبرتغالية: Joálisson Santos Oliveira‏) المعروف باسم جو سانتوس (بالبرتغالية: Jô Santos‏) (مواليد 31 مارس 1991) لاعب كرة قدم برازيلي محترف. يجيد اللعب في مركز الجناح الأيسر وبدرجة أقل المهاجم المساند والجناح الأيمن.

## المسيرة الرياضية

### الأندية
بدأ جو سانتوس مسيرته الرياضية في صفوف الفئات السنية في كامبينينزي ثم فيتوريا. في 1 يناير 2010 انضم لفريق الكبار في ريو بريتو. في موسمه الثاني 2011 وفي بطولة دوري الدرجة الثانية لولاية ساو باولو (الدرجة السادسة) ساهم جو سانتوس في احتلال ريو بريتو المركز الثاني في المجموعة الأولى برصيد 33 نقطة وبالتالي تأهل إلى الدور الثاني حيث احتل المركز الرابع الأخير برصيد 3 نقاط وخرج من منافسات البطولة.
في 1 يناير 2012 انتقل جو سانتوس من ريو بريتو إلى ساو بيرناردو. في موسمه الأول 2012 ساهم في احتلال ساو بيرناردو المركز الثاني في بطولة دوري الدرجة الثانية لولاية ساو باولو (الدرجة السادسة) برصيد 35 نقطة من 19 مباراة وبالتالي التأهل إلى الدور الثاني حيث احتل المركز الأول في المجموعة الثانية برصيد 12 نقطة وبالتالي التأهل إلى المباراة النهائية مع بطل المجموعة الأولى يونياو باربارينزي حيث استطاع ساو بيرناردو التغلب على منافسه ليحقق جو سانتوس أولى بطولاته الشخصية.
في 1 يوليو 2012 انتقل من ساو بيرناردو إلى تونديلا الذي ينافس في ليغا برو (الدرجة الثانية). في موسمه الأول 2012-2013 وفي بطولة ليغا برو 2012–13 ساهم جو سانتوس في احتلال تونديلا المركز العاشر برصيد 59 نقطة. وفي بطولة كأس البرتغال 2012–13 ساهم في وصول تونديلا إلى الدور 64 حيث خسر من فيتوريا سيتوبال (درجة ممتازة) 0-1. وفي بطولة كأس الدوري البرتغالي 2012–13 اكتفى تونديلا لاحتلال المركز الثالث في المجموعة الرابعة برصيد 3 نقاط وبالتالي الفشل في التأهل إلى الدور الربع النهائي.
في موسمه الثاني 2013-2014 وفي بطولة ليغا برو 2013–14 ساهم جو سانتوس في احتلال تونديلا المركز التاسع برصيد 59 نقطة. ساهم في وصول جو سانتوس إلى الدور 32 عندما خسر من باسوش دي فيريرا (درجة ممتازة) 0-1. وفي بطولة كأس الدوري البرتغالي 2013–14 اكتفى تونديلا لاحتلال المركز الرابع الأخير في المجموعة الثالثة برصيد نقطتين وبالتالي الفشل في التأهل إلى الدور الثاني.
في 7 يوليو 2014 انتقل جو سانتوس من تونديلا إلى فريموندي (درجة أولى) في صفقة انتقال حر. في موسمه الأول 2014-2015 وفي بطولة ليغا برو 2014–15 ساهم جو سانتوس في احتلال فريموندي المركز الثامن برصيد 71 نقطة بفارق 9 نقاط عن صاحب المركز الثاني المؤهل إلى الدوري الممتاز. وفي بطولة كأس البرتغال 2014–15 ساهم في وصول فريموندي إلى الدور الثمن النهائي عندما خسر من بيلينينسش (درجة ممتازة) 0-1. وفي بطولة كأس الدوري البرتغالي 2014–15 اكتفى فريموندي باحتلال المركز الثالث في المجموعة الثانية برصيد 4 نقاط وبالتالي الفشل في التأهل إلى الدور الثاني.
في 1 يوليو 2015 انتقل جو سانتوس من فريموندي إلى زمبرو تشيسيناو المولدوفي في صفقة انتقال حر. في منتصف الموسم وتحديدا في 18 فبراير 2016 انتقل جو سانتوس من زمبرو تشيسيناو إلى شريف تيراسبول المولدوفي (درجة ممتازة) مقابل 95 ألف دولار أمريكي. في بطولة الدوري المولدوفي الوطني 2015–16 ساهم جو سانتوس في احتلال شريف تيراسبول المركز الأول برصيد 65 نقطة وبسبب تساويه في عدد النقاط مع صاحب المركز الثاني داسيا كيشيناو فقد تم اللجوء إلى مباراة فاصلة حيث ساهم جو سانتوس في تتويج شريف تيراسبول بالبطولة بعدما تغلب على داسيا كيشيناو 1-0 وبالتالي حقق جو سانتوس ثاني بطولاته الشخصية. وفي بطولة كأس مولدوفا ساهم جو سانتوس في وصول شريف تيراسبول إلى الدور النصف النهائي حيث خسر من زاريا بالتي 0-1 في الوقت الإضافي.
في موسمه الثاني 2016-2017 وفي بطولة كأس السوبر المولدوفي ساهم جو سانتوس في تتويج شريف تيراسبول بعدما تغلب على زاريا بالتي 3-1 وبالتالي حقق جو سانتوس ثالث بطولاته الشخصية. وفي بطولة الدوري المولدوفي الوطني 2016–17 ساهم جو سانتوس في احتلال شريف تيراسبول المركز الأول برصيد 69 نقطة وبسبب تساويه في عدد النقاط مع صاحب المركز الثاني داسيا كيشيناو فقد تم اللجوء إلى مباراة فاصلة حيث ساهم جو سانتوس في تتويج شريف تيراسبول بالبطولة بعدما تغلب على داسيا كيشيناو بركلات الترجيح وبالتالي حقق جو سانتوس رابع بطولاته الشخصية. وكان جو سانتوس قد دخل في الدقيقة 118 في المباراة الفاصلة. وفي بطولة كأس مولدوفا 2016–17 ساهم جو سانتوس في تتويج شريف تيراسبول بالبطولة بعدما تعلب على زاريا بالتي 5-0 في المباراة النهائية وبالتالي حقق جو سانتوس خامس بطولاته الشخصية. وكان جو سانتوس سجل الهدف الخامس قبل نهاية المباراة بدقيقة. وفي بطولة دوري أبطال أوروبا 2016–17 خسر من هبوعيل بئر السبع 2-3 في مجموع المباراتين في الدور التمهيدي الثاني.
في موسمه الثالث 2017-2018 منح شريف تيراسبول بطولة كأس السوبر المولدوفي لأنه بسبب قواعد الاتحاد المولدوفي لكرة القدم فإن من يحقق بطولتي الدوري والكأس فإنه تلغى بطولة كأس السوبر المولدوفي ويمنح اللقب لبطل الثنائية وبالتالي حقق جو سانتوس سادس بطولاته الشخصية. وفي الدور التمهيدي الثاني من بطولة دوري أبطال أوروبا 2017–18 ساهم جو سانتوس في فوز شريف تيراسبول على كوكسي الألباني بأفضلية الأهداف خارج الأرض بعد تعادلهما 2-2 في مجموع المباراتين. وفي الدور التمهيدي الثالث خسر شريف تيراسبول من قره باغ الأذربيجاني 1-2 في مجموع المباراتين لينتقل للمشاركة في دوري أوروبا.
في 2 أغسطس 2017 انتقل جو سانتوس من شريف تيراسبول إلى بوليتكنيكا ياش الروماني (الدرجة الممتازة) بالإعارة لمدة موسم واحد. في بطولة دوري الدرجة الممتازة الروماني 2017–18 ساهم جو سانتوس في احتلال بوليتكنيكا ياش المركز السادس برصيد 349 نقطة بفارق الأهداف عن صاحبي المركزين السابع والثامن بوتوشاني ودينامو بوخارست على التوالي وبالتالي تأهل إلى الدوري السداسي لتحديد البطل حيث احتل المركز السادس برصيد 24 نقطة بفارق 11 نقطة عن صاحب المركز السادس المؤهل إلى البطولات القارية. وفي بطولة كأس رومانيا ساهم جو سانتوس في وصول بوليتكنيكا ياش إلى الدور الربع النهائي حيث خسر من بوتوشاني 2-3 في الوقت الإضافي.
تغير نظام توقيت المباريات في مولدوفا حيث بعدما كان الموسم يبدأ في أغسطس وينتهي في يونيو فإنه تقرر أن يبدأ الموسم في مارس وينتهي في نوفمبر وذلك بسبب ظروف الطقس. في موسم 2018 وفي بطولة الدوري المولدوفي الوطني 2018 ساهم جو سانتوس في تتويج شريف تيراسبول بالبطولة بعدما تصدر الترتيب برصيد 63 نقطة بفارق بفارق 18 نقطة عن وصيفه ميلسامي أورهي وبالتالي حقق جو سانتوس سابع بطولاته الشخصية. وفي بطولة كأس مولدوفا 2018–19 ساهم جو سانتوس في وصول شريف تيراسبول إلى الدور النصف النهائي بعدما تغلب على سبيرانتا نيسبوريني 6-0 في مجموع المباراتين في الدور الربع النهائي.
في 25 يناير 2019 انتقل جو سانتوس من شريف تيراسبول إلى فنتسبيلس اللاتفي (درجة ممتازة) في صفقة انتقال حر. في خلال الستة الأشهر الأولى وفي بطولة الدوري اللاتفي الممتاز 2019 ساهم جو سانتوس في حصد فنتسبيلس 23 نقطة فقط من 18 مباراة.
في 6 يوليو 2019 انتقل جو سانتوس من فنتسبيلس إلى هيرمانستادت الروماني (درجة أولى) مقابل 50 ألف دولار أمريكي. في موسمه الأول وفي بطولة دوري الدرجة الممتازة الروماني 2019–20 احتل هيرمانستادت المركز العاشر برصيد 25 نقطة وبالتالي تأهل إلى الدوري الثماني لملحق البقاء حيث احتل في نهاية المطاف المركز الثامن برصيد 35 نقطة. وفي بطولة كأس رومانيا ساهم جو سانتوس في وصول هيرمانستادت إلى الدور الربع النهائي حيث خسر من ستيوا بوخارست 1-2. وكان جو سانتوس ساهم في فوز فريقه في الدور 32 بعدما سجل هدف المباراة الوحيد من ركلة جزاء قبل نهاية المباراة بثلاث دقائق.
في موسمه الثاني 2020-2021 فقد شارك جو سانتوس في نصف موسم مع هيرمانستادت. في بطولة الدوري الممتاز ساهم جو سانتوس في حصد هيرمانستادت 18 نقطة في 22 مباراة وبالتالي فقد كان يحتل المركز الخامس عشر قبل الأخير. وفي بطولة كأس رومانيا خرج هيرمانستادت من المباراة الأولى عندما خسر من تشينديا تارغوفيشتي بركلات الترجيح في الدور 32.
في 7 فبراير 2021 انتقل جو سانتوس من هيرمانستادت إلى فارول كونستانتا (درجة ثانية). في موسمه الأول 2020-2021 ساهم جو سانتوس في احتلال فارول كونستانتا المركز السابع برصيد 32 نقطة وبالتالي تأهل إلى ملحق البقاء حيث لعب المجموعة الأولى واحتل صدارتها برصيد 42 نقطة وبالتالي بقي في الدرجة الثانية. ولكن في نهاية الموسم وتحديدا في في 21 يونيو 2021 أعلن جورجي هاجي مالك ومؤسس فيتورول وجورجي بوبيسكو رئيس فيتورول وسيبريان ماريكا مالك فارول كونستانتا في مؤتمر صحفي عن اندماج الناديين من مقاطعة كونستانتا. حل فارول مكان فيتورول في الدوري الممتاز بينما اختفى فيتورول فعليا في عملية الاندماج. وفي بطولة كأس رومانيا خرج فارول كونستانتا من الدور الثمن النهائي بعد خسارته من تشينديا تارغوفيشتي (درجة ممتازة) 0-3.
في 28 يوليو 2021 انتقل جو سانتوس من فارول كونستانتا إلى الرفاع البحريني بطل الدوري الممتاز. في بطولة الدوري الممتاز ساهم جو سانتوس في احتلال الرفاع المركز الثاني برصيد 8 نقاط من 4 مباريات. وفي بطولة كأس الملك ساهم في وصول فريقه إلى الدور الربع النهائي بعدما تغلب على الحالة 2-1 في الدور الثمن النهائي. في 29 أكتوبر 2021 تم فسخ العقد بين اللاعب والنادي بسبب عدم ظهوره بالمستوى المطلوب في المباريات الماضية حيث أوصى علي عاشور مدرب الفريق بإنهاء عقده بالتراضي بين الطرفين.

## الإحصائيات

### الأندية
| النادي         | الموسم         | الدوري         | الدوري  | الدوري  | الكأس الوطني | الكأس الوطني | كأس الدوري | كأس الدوري | أخرى    | أخرى    | المجموع | المجموع |
| النادي         | الموسم         | الدرجة         | مباريات | الأهداف | مباريات      | الأهداف      | مباريات    | الأهداف    | مباريات | الأهداف | مباريات | الأهداف |
| -------------- | -------------- | -------------- | ------- | ------- | ------------ | ------------ | ---------- | ---------- | ------- | ------- | ------- | ------- |
| الرفاع         | 2021           | الدوري الممتاز | 3       | 0       | 0            | 0            | 0          | 0          | 0       | 0       | 3       | 0       |
| الإجمالي الكلي | الإجمالي الكلي | الإجمالي الكلي | 3       | 0       | 0            | 0            | 0          | 0          | 0       | 0       | 3       | 0       |

## الإنجازات

### الأندية
- ساو بيرناردو
  - دوري الدرجة الثانية لولاية ساو باولو (درجة سادسة) (1): 2012
- شريف تيراسبول
  - الدوري المولدوفي الوطني (3): 2015–16 - 2016–17 - 2018
  - كأس مولدوفا (1): 2016–17
  - كأس السوبر المولدوفي (2): 2016 - 2017